# Укргазэнерго
Закрытое акционерное общество «УкрГазЭнерго» — компания-резидент Украины. Работала на рынке энергоносителей, вела бизнес по закупке энергоресурсов и их реализации промышленным потребителям Украины.
ЗАО «УкрГазЭнерго» создано в феврале 2006 года во исполнение соглашения между Кабинетом Министров Украины, НАК «Нафтогаз Украины», ОАО «Газпром» (РФ) и компанией «РосУкрЭнерго» АГ (Швейцария), гарантирующего взаимное согласование интересов в сферах поставок природного газа на Украину из Центральной Азии, транзита природного газа с территории России в Европу, потребления газа на Украине.
Акционерами ЗАО «УкрГазЭнерго» являлись Национальная акционерная компания «Нафтогаз Украины» и компания РосУкрЭнерго АГ (Швейцария), каждая из которых контролировала 50 % акций Общества.
Аудитором Укргазэнерго являлась компания Ernst&Young.
Председателем правления был Игорь Павлович Воронин.